# Nelson Panciatici
Nelson Panciatici (Reims, 26 settembre 1988) è un pilota automobilistico francese.

## Carriera

### Karting
Nato a Reims, Panciatici ha iniziato la sua carriera nel karting nel 1998 e ha proseguito fino al 2004. La sua migliore posizione in campionato è stata il 2º posto nel 2004 nel campionato francese Elite. 

### Formula Renault 2.0
Nel 2005 ha partecipato al campionato Formula Renault 2.0 francese per la prima volta con il team Epsilon Sport. Ha concluso 13º assoluto.
Nel 2006 ha corso in entrambi i campionati di Formula Renault 2.0 francese ed Eurocup, piazzandosi al 5º posto nel campionato francese con una vittoria. Dal momento che ha corso solo in 2 delle gare di Eurocup, non è stato classificato in quella stagione.
Nel 2007 Panciatici è stato selezionato per far parte del Renault Driver Development e ha continuato a correre nella Formula Renault 2.0 Eurocup e nei campionati francesi. È stato molto veloce nei test pre-stagionali, ma ha avuto una stagione difficile sia nel campionato francese che in Eurocup con soli 3 podi. Alla fine della stagione è passato dal team SG Formula al team Boutsen-Energy Racing e ha ottenuto risultati migliori.

### Formula 3 spagnola
Nel 2008 ha corso nel campionato spagnolo di Formula 3 con il team Q8 Oils Hache . È stato il secondo classificato nel campionato generale e il secondo in Coppa di Spagna (Copa de España), nonostante abbia ottenuto più punti della campionessa Natacha Gachnang. Ha anche effettuato alcune gare nella Formula Tre Euroseries, apparendo a Le Mans, con il team RC Motorsport. Ha terminato le gare nei quindicesimi e diciottesimi posti.

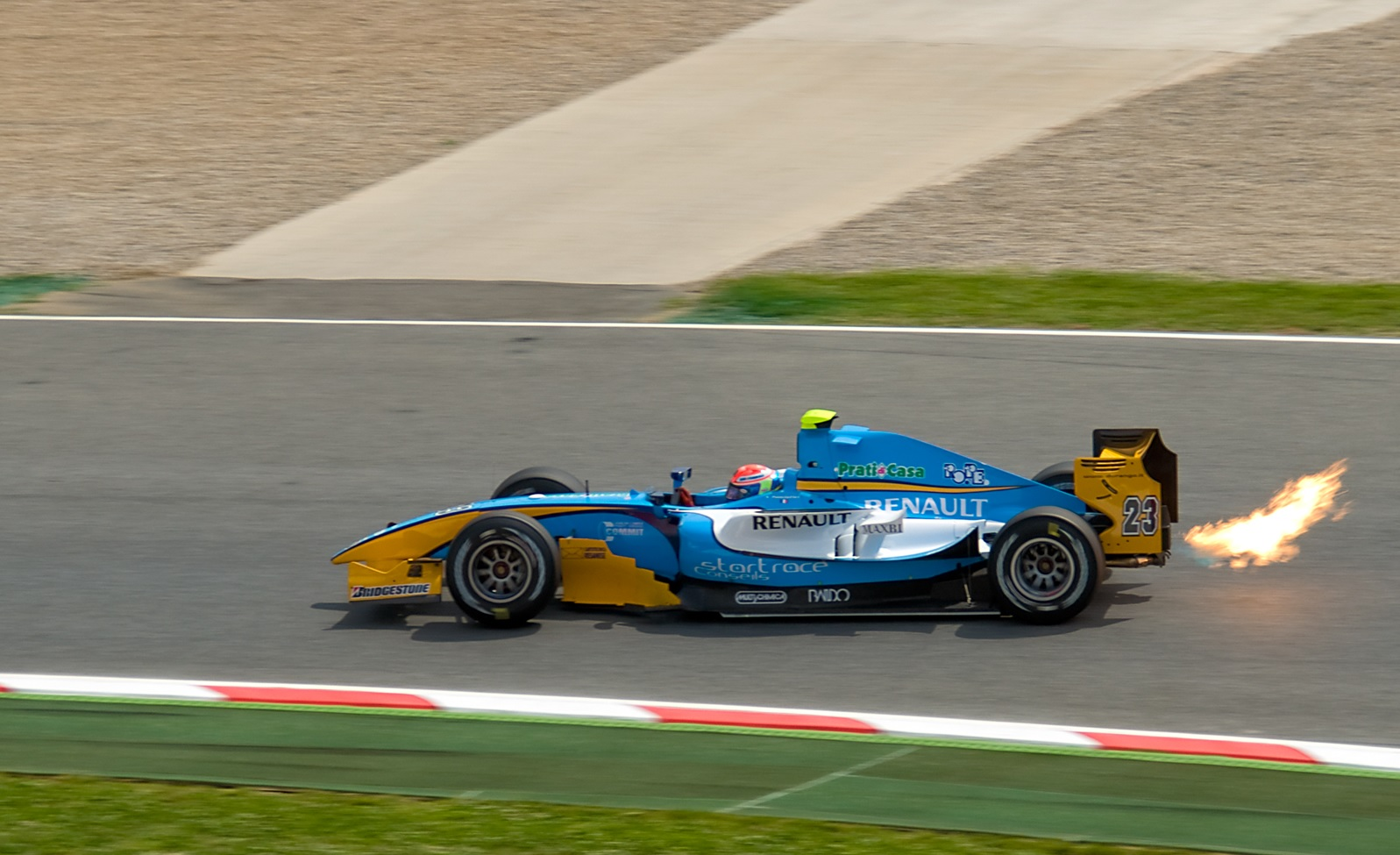
Nelson Panciatici nel 2009 nel campionato GP2 sulla pista di Catalunya

### Serie GP2
Panciatici ha guida per il team Durango nell'evento di Catalunya della stagione 2009 della GP2 Series.
Nel 2009, Panciatici è passato alla GP2 Series, essendo stato annunciato come secondo pilota della Durango il 21 marzo 2009. Panciatici ha collaborato con i veterani della serie quale Davide Valsecchi e Stefano Coletti mentre la Durango non è riuscito a migliorare il risultato dell'anno precedente con il 11º posto ottenuto già nel 2008.

### Formula Renault 3.5
Panciatici passerà alla Formula Renault 3.5 Series per la stagione 2010, in coppia con Daniil Move nel nuovo Lotus Racing Junior Team. 

### Endurance

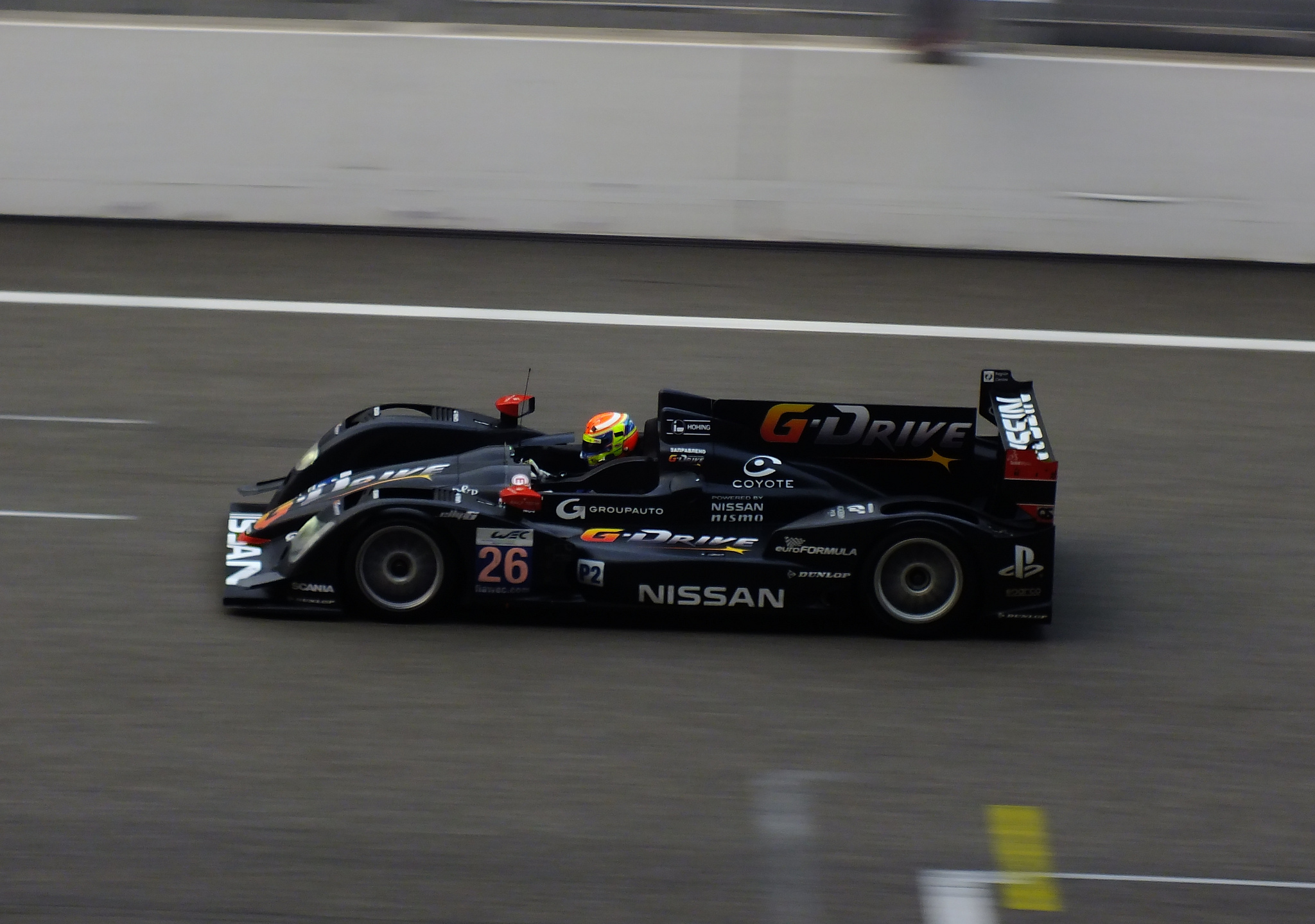
Nelson Panciatici con la Signatech Nissan Oreca 03 nel 2012 alla 6 ore di Shanghai

Nel novembre 2015 vince nella categoria LMP2 del campionato WEC la 6 ore di Shanghai con il team Signatech Alpine insieme al pilota Paul-Loup.

## Risultati

### Risultati 24 Ore di Le Mans
| Anno | Team                    | Co-Pilota                           | Vettura             | Classe | Giri | Pos. | Class Pos. |
| ---- | ----------------------- | ----------------------------------- | ------------------- | ------ | ---- | ---- | ---------- |
| 2012 | Signatech-Nissan        | Pierre Ragues Roman Rusinov         | Oreca 03-Nissan     | LMP2   | 351  | 10º  | 4º         |
| 2013 | Signatech-Alpine        | Pierre Ragues Tristan Gommendy      | Alpine A450-Nissan  | LMP2   | 317  | 14º  | 8º         |
| 2014 | Signatech-Alpine        | Paul-Loup Chatin Oliver Webb        | Alpine A450b-Nissan | LMP2   | 355  | 7º   | 3º         |
| 2015 | Signatech-Alpine        | Paul-Loup Chatin Vincent Capillaire | Alpine A450b-Nissan | LMP2   | 110  | DNF  | DNF        |
| 2016 | Baxi DC Racing Alpine   | David Cheng Ho-Pin Tung             | Alpine A460-Nissan  | LMP2   | 234  | DNF  | DNF        |
| 2017 | Signatech Alpine Matmut | Pierre Ragues André Negrão          | Alpine A470-Gibson  | LMP2   | 362  | 4º   | 3º         |